# 马恒燕
马恒燕（1965年9月—），宁夏银川人，回族，中国共产党党员。中华人民共和国政治人物、第十三届全国人民代表大会宁夏地区代表。

## 生平
2018年2月24日，当选为第十三届全国人大代表。